# Pagėgiai

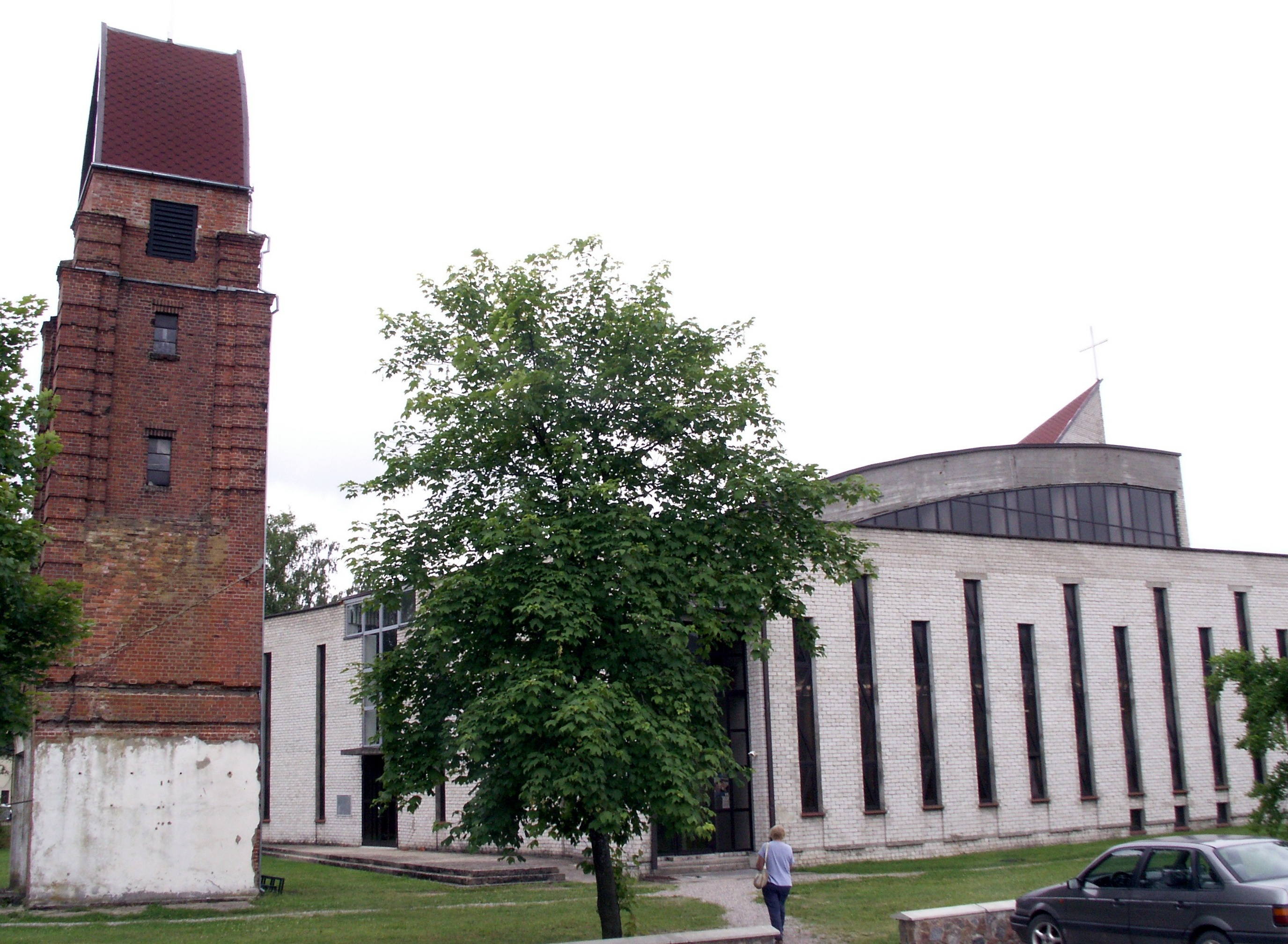
Katholische Heiligkreuz-Kirche, 1996 errichtet, Turm des abgerissenen Vorgängerbaus von 1929/1930

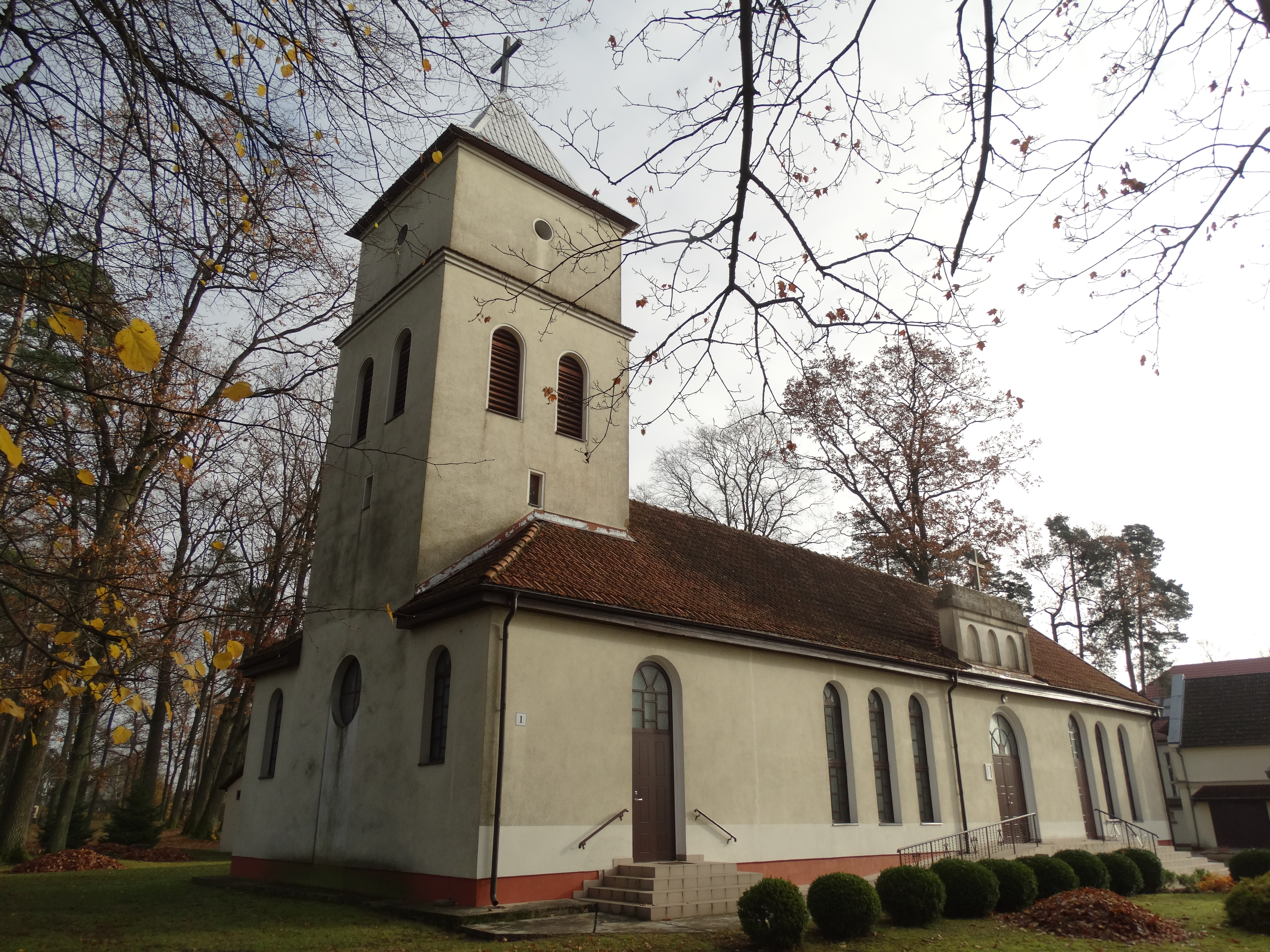
Evangelisch-Lutherische Kirche, erbaut 1933, Turm von 1938

Pagėgiai, deutsch Pogegen (1943–1945 Ordenswalde), ist die Kernstadt der Gemeinde Pagėgiai im Bezirk Tauragė, Litauen, sowie Sitz des Amtsbezirks (Seniūnija) Pagėgiai.

## Geographie
Die Stadt liegt am Nordufer des Flusses Memel, der hier die Grenze zwischen Litauen und der russischen Oblast Kaliningrad bildet. Am gegenüberliegenden Ufer befindet sich die Stadt Sowjetsk, die ehemals preußische Stadt Tilsit. Zwischen beiden Städten besteht eine Straßenverbindung, die weiter bis zum lettischen Riga führt. Durch Pagėgiai laufen auch die Bahnlinien Sowjetsk – Riga und Pagėgiai – Klaipėda (Memel).

## Geschichte
Die erste gesicherte Erwähnung des Ortes stammt aus dem Jahr 1307. Der Name bedeutet "Am Fluss Gege/Jäge" gelegen (pr. pa: an; gegis: Hain, Erlenwald, Heuwiesen, Äcker). Es war die Zeit, als der Deutsche Orden im Zuge der Christianisierung der Prußen seinen nordöstlichsten Vorstoß abgeschlossen hatte. Da deutsche Bauern wenig Interesse an der Besiedlung der Wildnis nördlich der Memel hatten, zogen vorwiegend litauische Flüchtlinge dorthin, die in ihrer noch heidnischen Heimat ihren Glauben nicht ausüben konnten. Wegen der größtenteils unzugänglichen Landschaft war die Grenze zwischen dem Ordensstaat und Litauen lange Zeit unbestimmt, sie wurde erst 1398 vertraglich festgelegt. Danach wurde das Dorf Pagėgiai oder Pogegen durch die Ordens-Komturei Ragnit verwaltet. Unter dem Einfluss der Ragniter Schalauerburg strahlte das Deutschtum weiter nach Norden aus, so dass sich die ehemals litauischen Einwanderer mehr und mehr assimilierten und vielfach die deutsche Sprache als Zweitsprache annahmen.
Um etwa 1785 hatte das Dorf 39 Feuerstellen (Haushaltungen), und es war dem Amtsbezirk Baublen zugeordnet, zu dem zwei Vorwerke und 70 Dörfer gehörten, die 881 Feuerstellen enthielten.
Die Einwohner Pogegens lebten hauptsächlich von der Landwirtschaft und der Fischerei auf der Memel. Sie teilten bis ins 18. Jahrhundert hinein das Schicksal des Memellandes, das immer wieder durch Einfälle von Litauern, Russen und Schweden sowie unter Pest und Cholera litt. Erst Mitte des 19. Jahrhunderts besserten sich die Verhältnisse. Die Nähe zum aufstrebenden Ragnit, das seine Handelsbeziehungen nach Norden ausdehnen wollte, verhalf Pogegen zum Anschluss an die neu geschaffenen modernen Verkehrswege, wie die Chaussee in Richtung Riga und die am 15. Oktober 1875 fertiggestellte Bahnlinie Memel – Tilsit – Insterburg. Am 12. August 1902 wurde die Kleinbahnstrecke Pogegen – Schmalleningken eröffnet, mit der auch die östlich gelegene Region verkehrsmäßig erschlossen wurde. Mit 684 Einwohnern, die sowohl 1885 als auch 1910 ermittelt wurden, blieb Pogegen jedoch noch ein relativ unbedeutender Ort, in dem es lediglich einige wenige Geschäfte und Handwerksbetriebe sowie ein Gasthaus, zwei Restaurants, eine Käserei, einen Bierverlag und eine Viehhandels-Gesellschaft gab.
Zu Beginn des Ersten Weltkrieges wurde der Ort im Herbst 1914 zeitweise von russischen Truppen erobert. Nach Kriegsende wurden die Gebiete nördlich der Memel vorbehaltlich einer späteren staatlichen Zuordnung 1919 im Versailler Vertrag von Preußen abgetrennt. Das nun so genannte Memelland wurde am 15. Februar 1920 unter französische Militärverwaltung gestellt und in neue Verwaltungsbereiche aufgeteilt. Wegen seiner verkehrsmäßig günstigen Lage wurde Pogegen als Sitz der Verwaltung des neu geschaffenen gleichnamigen Kreises bestimmt. Da der Ort bisher hauptsächlich nur aus einer Ansammlung bäuerlicher Gehöfte bestand, war der erste von den Franzosen eingesetzte Landrat, der deutsche Regierungsassessor Graf Hardenberg, gezwungen, eine völlig neue Infrastruktur aufzubauen. Dazu gehörte auch die Eingemeindung des Nachbardorfes Benningkeiten. Am 10. Januar 1923 (am Tag vor der französischen Ruhrbesetzung) besetzten litauische Soldaten als Freischärler getarnt unter Bruch des Versailler Vertrages das Memelland. Der Völkerbund sah sich gezwungen, der Einverleibung des Memellandes in den litauischen Staat zuzustimmen, erreichte jedoch ein Autonomiestatut unter seiner Aufsicht. Durch den Zuzug von Personal für die Kreisverwaltung entwickelte sich Pogegen rasch. Es entstanden zahlreiche neue Handwerksbetriebe, in Bahnhofsnähe entstand ein Geschäftsviertel, eine landwirtschaftliche Realschule und ein litauisches Progymnasium wurden eröffnet. Für die Energieversorgung wurde ein eigenes Elektrizitätswerk errichtet. 1925 hatte sich die Zahl der Einwohner um mehr als das Doppelte auf 1404 erhöht. Zu diesem Zeitpunkt hatte die große Landgemeinde noch keine eigene Kirche, sie gehörte nach wie vor zum Kirchspiel Tilsit-Land. Da die Tilsiter Kirche wegen der Grenzziehung immer schwieriger zu erreichen war, wurde 1933 in Pogegen eine kleine Kirche errichtet, der 1938 ein Turm angefügt wurde.
Litauen unter dem 1926 an die Macht gekommenen autoritär regierenden Regierungschef Antanas Smetona musste auf deutschen Druck das Memelland am 22. März 1939 an Deutschland zurückgeben. Durch eine Neuordnung der Landkreise verlor Pogegen am 1. Oktober 1939 seinen Status als Kreisort und wurde mit 2.761 Einwohnern in den Landkreis Tilsit-Ragnit eingegliedert. Während des Zweiten Weltkrieges unterhielt die deutsche Wehrmacht in Pogegen ein Kriegsgefangenenlager für Offiziere. Am 23. März 1943 wurden der Gemeinde Pogegen unter Umbenennung ihres Namens in "Ordenswalde" die Stadtrechte verliehen. In der letzten Phase des Krieges wurde Pogegen, das zuvor schon bei Rückzugsgefechten der deutschen Wehrmacht Zerstörungen erlitten hatte, am 20. Oktober 1944 von der sowjetischen Roten Armee erobert. 1947 wurden das ehemals deutsche Gebiet nördlich der Memel in die sowjetischen Unionsrepublik Litauen eingegliedert. Pogegen erhielt den litauischen Ortsnamen Pagėgiai und wurde wieder Kreisstadt, nachdem es aus dem Landkreis Šilutė ausgegliedert worden war.
1959 hatte der Ort 3.436 Einwohner.

## Partnerstadt
- Bad Iburg, seit 1993

## Personen
- Mindaugas Stakvilevičius (* 1931), litauischer Politiker, Mitglied des Seimas

## Amtsbezirk Pagėgiai

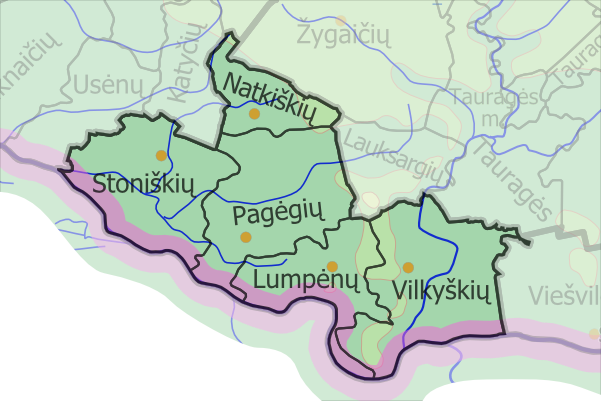
Die Lage des Amtsbezirks Pagėgiai im Zentrum der Gemeinde Pagėgiai

Seit 1995 besteht die Pagėgių seniūnija, die bis 1999 zur Rajongemeinde Šilutė gehörte und seither der Gemeinde Pagėgiai zugeordnet ist. Im Amtsbezirk sind 24 Dörfer und die beiden Städte Pagėgiai und Panemunė mit insgesamt 4.998 Einwohnern auf einer Fläche von 140,5 km² zusammengeschlossen (Stand 2001). Im Jahr 2001 war der Amtsbezirk Natkiškiai aus dem Amtsbezirk Pagėgiai ausgegliedert worden. Der Amtsbezirk ist seit 2009 in die fünf Unterbezirke (lit. Seniūnaitija) Kentrių seniūnaitija, Pagėgių kaimiškoji seniūnaitija, Pagėgių miesto seniūnaitija, Panemunės seniūnaitija und Piktupėnų seniūnaitija eingeteilt. Zum Amtsbezirk gehören:
| Ortsname      | deutscher Name  | Unterbezirk   |                  | Ortsname           | deutscher Name | Unterbezirk |
| ------------- | --------------- | ------------- | ---------------- | ------------------ | -------------- | ----------- |
| Bajėnai       | Bojehnen        | Pagėgiai-Land | Mikytai          | Miekiten           | Piktupėnai     |             |
| Benininkai    | Bennigkeiten    | Pagėgiai-Land | Pagėgiai (Dorf)  | zu Pogegen         | Pagėgiai-Land  |             |
| Birštoniškiai | Birstonischken  | Piktupėnai    | Pagėgiai (Stadt) | Pogegen            | Pagėgiai-Stadt |             |
| Būbliškė      | Baubeln         | Pagėgiai-Land | Panemunė         | Übermemel          | Panemunė       |             |
| Eisraviškiai  | Eistrawischken  | Pagėgiai-Land | Pavilkiai        | Powilken           | Pagėgiai-Land  |             |
| Endriškiai    | Heinrichsthal   | Piktupėnai    | Piktupėnai       | Piktupönen         | Piktupėnai     |             |
| Geniai        | Kullmen-Jennen  | Piktupėnai    | Plaušvariai      | Plauschwarren      | Pagėgiai-Land  |             |
| Grigolaičiai  | Grigoleiten     | Pagėgiai-Land | Strepeikiai      | Sterpeiken         | Piktupėnai     |             |
| Gudai         | Gudden          | Pagėgiai-Land | Sūdėnai          | Schudienen         | Pagėgiai-Land  |             |
| Jonikaičiai   | Jonikaten       | Pagėgiai-Land | Užbaliai         | Uszballen          | Piktupėnai     |             |
| Kentriai      | Kullmen-Szarden | Kentriai      | Vėlaičiai        | Uszkullmen         | Kentriai       |             |
| Kulmenai      | Kullmen-Kulken  | Kentriai      | Vidgiriai        | Wittgirren         | Piktupėnai     |             |
| Mantvilaičiai | Mantwillaten    | Pagėgiai-Land | Vydutaičiai      | Kullmen-Wiedutaten | Piktupėnai     |             |